# Avenue Élisée-Reclus
Pour l’article homonyme, voir Avenue Élisée-Reclus (Pierrefitte-sur-Seine).
L'avenue Élisée-Reclus est une voie du 7e arrondissement de Paris, en France.

## Situation et accès
L'avenue Élisée-Reclus est une voie publique située dans le 7e arrondissement de Paris. Elle débute au 3, avenue Silvestre-de-Sacy et se termine avenue Joseph-Bouvard. Elle est située juste au nord du Champ-de-Mars, parallèle à celui-ci.
Le quartier est desservi par la ligne C du RER, à la gare du Pont de l'Alma.
En 2022, le prix moyen du m2 sur l’avenue se situe dans une fourchette comprise entre 13 810 € et 31 635 €, avec un prix moyen de 19 925 €.

## Origine du nom

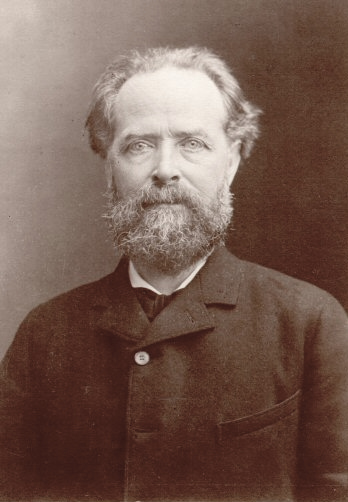
Élisée Reclus, par Nadar.

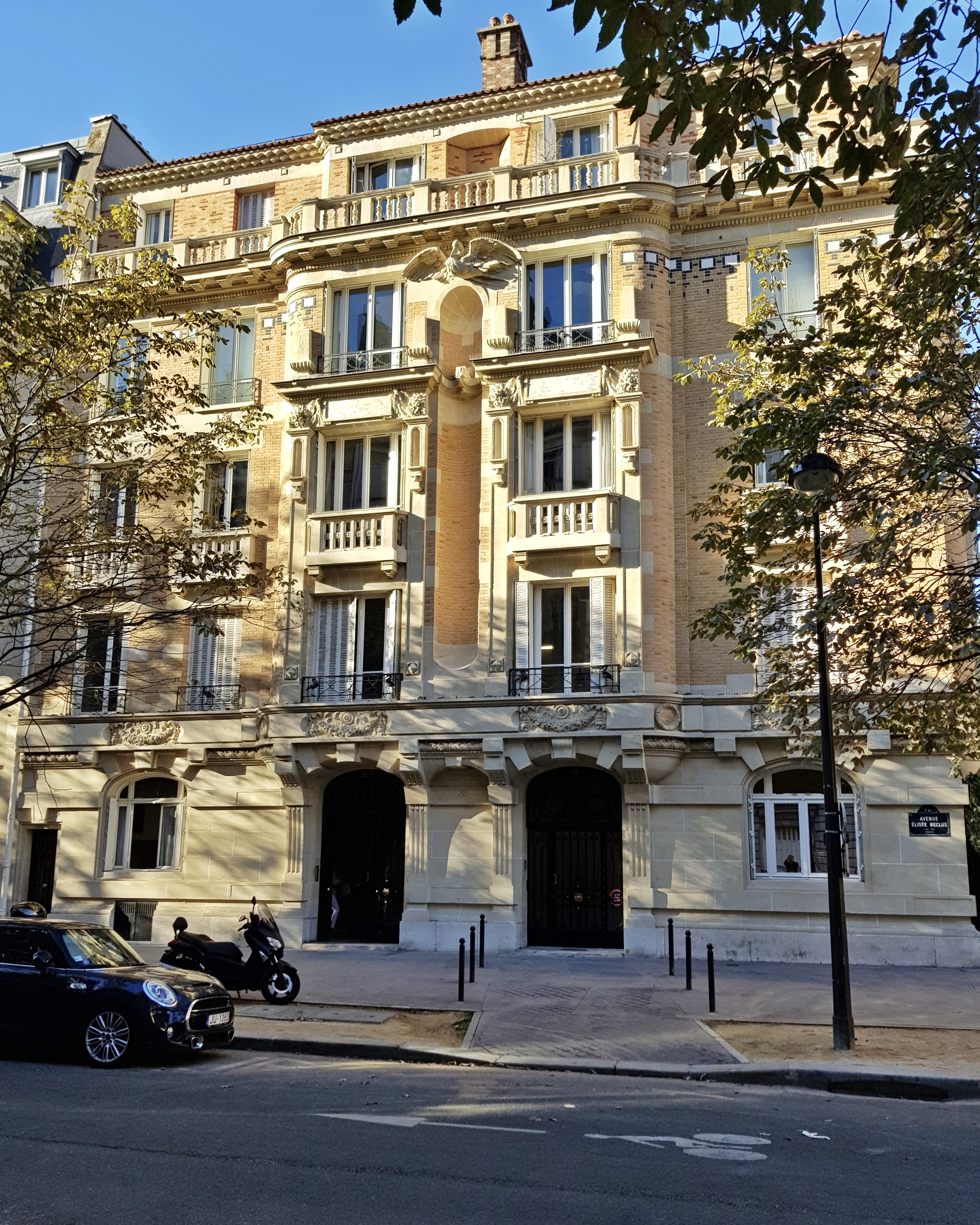
No 12.

Elle porte le nom du géographe et militant anarchiste Élisée Reclus (1830-1905).

## Historique

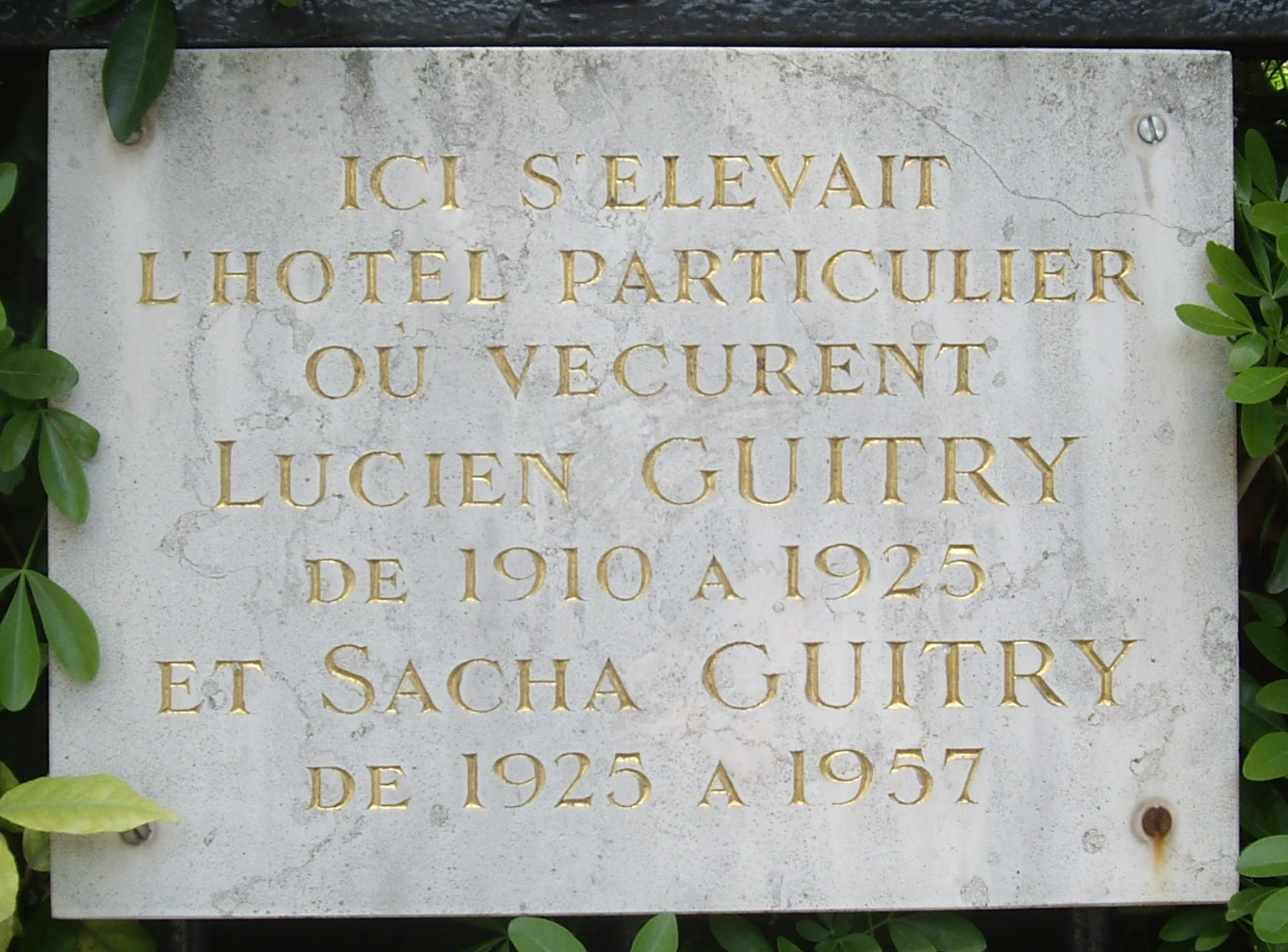
Plaque au no 18.

La voie est créée et prend son nom actuel en 1907, lors du réaménagement du Champ-de-Mars.
En 1912, la partie située entre l'avenue Joseph-Bouvard et la rue Savorgnan-de-Brazza en est détachée pour former l'avenue Émile-Deschanel.

## Bâtiments remarquables et lieux de mémoire
- No 2 : le prince Emmanuele Ruspoli (1837-1899), premier maire de Rome ainsi que sa fille Vittoria (1892-1982) ont vécu à cette adresse dans un hôtel particulier appartenant à la famille Ruspoli[3].
- No 3 : la marquise Marie-Louise Arconati-Visconti (1840-1923) y a vécu.
- No 5 : l'ingénieur et industriel Raymond Berr, son épouse Antoinette et leur fille Hélène Berr habitaient cet immeuble jusqu'à leur arrestation et déportation le 7 mars 1944[4].
- No 10 et 10 bis : hôtel Rateau, construit en 1910-1911 par l’architecte Lucien Hesse[5].
- No 12 et 12 bis : immeuble de 1910 édifié par l'architecte Henri Deglane[5].
- No 14 : immeuble construit en 1909 par l'architecte Paul Lebret[5].
- No 16 et 16 bis : immeuble construit par l'architecte Alexandre Barret[5].
- No 18 : le comédien Lucien Guitry (1860-1925) puis son fils, l'écrivain Sacha Guitry (1885-1957), ont vécu à cette adresse dans un hôtel particulier construit par le père en 1909 et démoli en 1963[6]. Une plaque leur rend hommage. À l'angle de l'avenue Émile-Pouvillon est érigé un monument à la mémoire de Lucien Guitry. Comprenant un buste en bronze œuvre du sculpteur Paul Roethlisberger[7], il est inauguré le 10 novembre 1931, en présence de Sacha Guitry, d'Yvonne Printemps, du ministre de l'Instruction publique et des Beaux-Arts, du préfet de la Seine et de nombreux admirateurs du comédien[8].